# تاراغوا
تاراغوا هي مدينة، في بوليفيا، تتبع Cordillera Province (Bolivia) ‏، بلغ عدد سكانها 2,737 نسمة.

## معرض صور

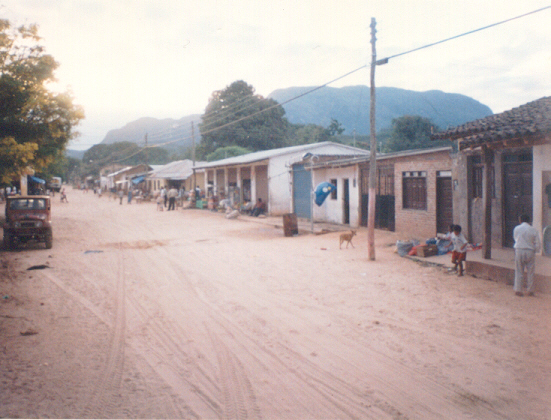
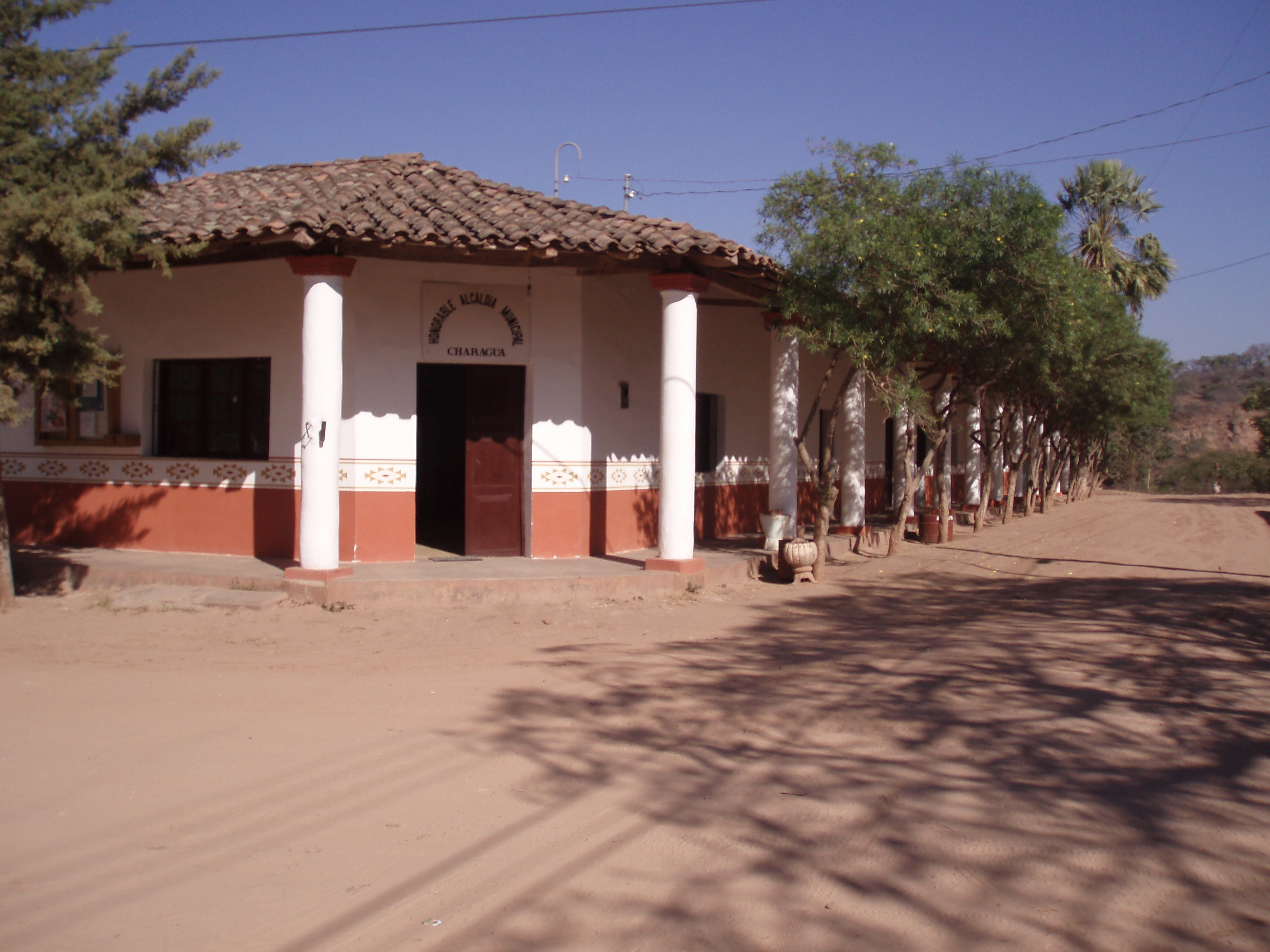
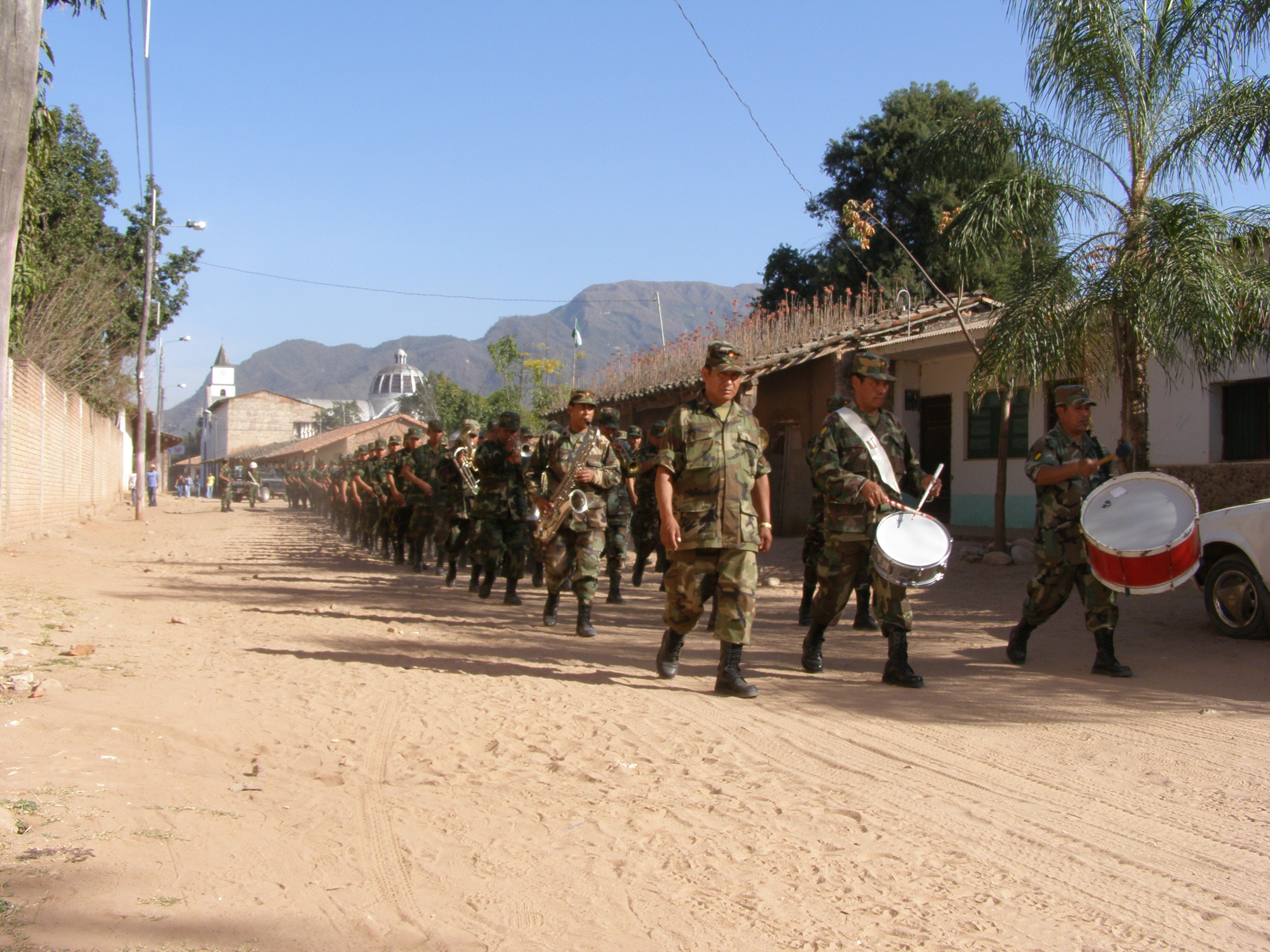
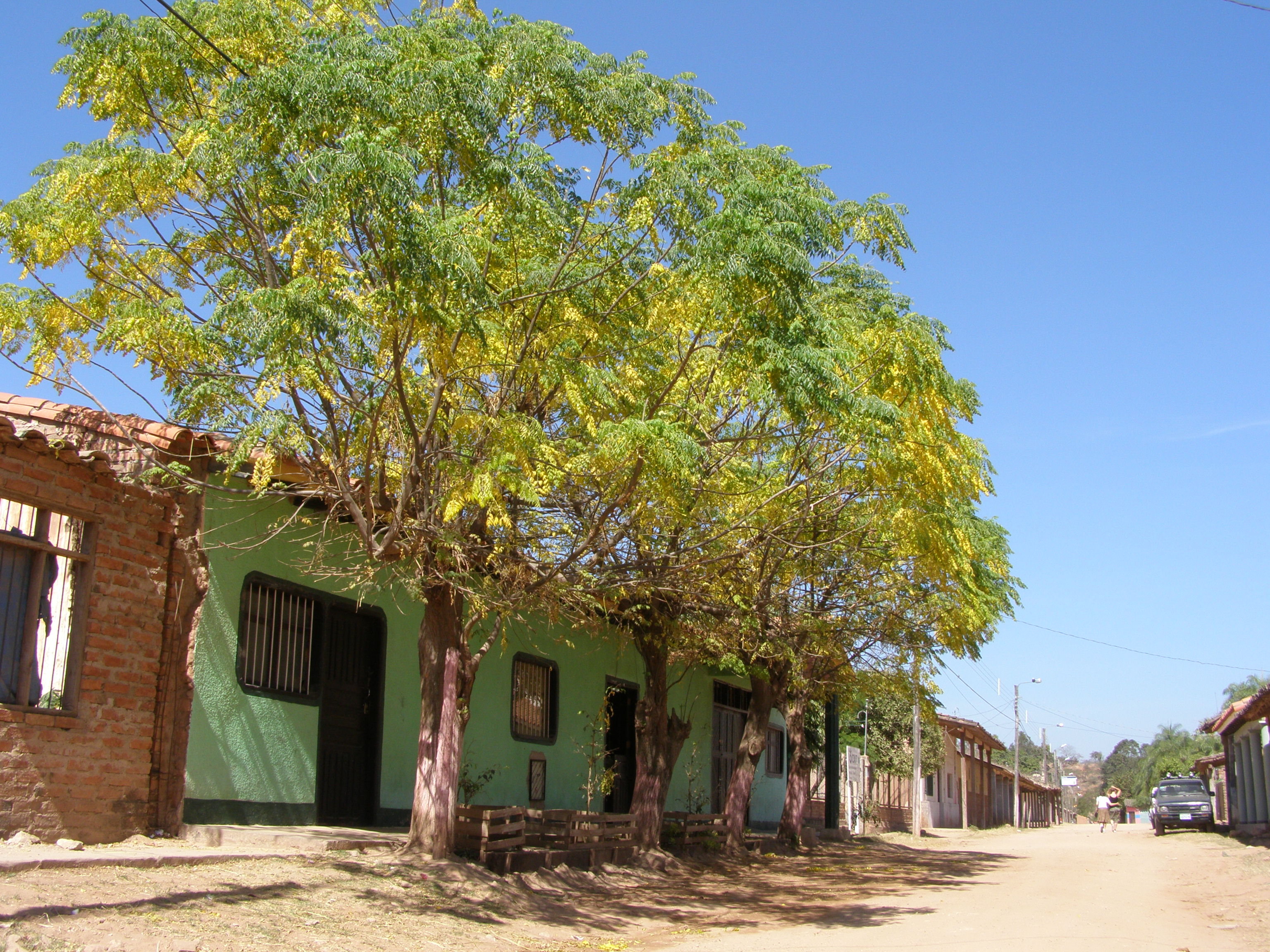